# Primera Nacional de Fútbol Femenino 2007-08
La temporada 2007-08 de la Primera Nacional de Fútbol Femenino se disputó entre el 6 de septiembre de 2007 y el 17 de mayo de 2008. Posteriormente se celebró la promoción de ascenso a la Superliga. Esta temporada se produjeron cuatro ascensos debido a una ampliación de la Superliga.

## Sistema de competición
Participan un total de 83 clubes, distribuidos en cinco grupos de catorce equipos y uno de trece (Grupo VI por el abandono del CD Sauzal)  según criterios de proximidad geográfica. El torneo se desarrolla en cada grupo por un sistema de liga, en el que juegan todos contra todos, a doble partido -una en campo propio y otra en campo contrario- siguiendo un calendario previamente establecido por sorteo. 
La clasificación final se establece con arreglo a los puntos obtenidos en cada enfrentamiento, a razón de tres por partido ganado, uno por empatado y ninguno en caso de derrota. Si al finalizar el campeonato dos equipos igualan a puntos, los mecanismos para desempatar la clasificación son los siguientes:
1. El que tenga una mayor diferencia entre goles a favor y en contra en los enfrentamientos entre ambos.
2. Si persiste el empate, se tiene en cuenta la diferencia de goles a favor y en contra en todos los encuentros del campeonato.

El club que suma más puntos al término del campeonato se proclama campeón de Primera Nacional y disputa la promoción de ascenso a la Superliga con el resto de campeones. De los seis campeones, cuatro ascienden finalmente a la máxima categoría, cuyos colistas desciende a Primera Nacional la siguiente temporada.
Los últimos clasificados de cada grupo de la Primera Nacional descienden a sus respectivas categorías territoriales, de donde ascienden cada año otros tantos equipos.

## Equipos 2007/08
| Equipos de País Vasco (9), Navarra (3) y Aragón (2). - Añorga KKE - Athletic Club "B" - Barakaldo CF - AD Berriotxoa - Eibartarrak FT - CD Lagun Onak - Gure Txokoa Mariño - Oiartzun KE - SD San Ignacio - CD Amaya - SD Lagunak - CD Lodosa - SD Ejea - San Juan AD | Equipos de Galicia (6), Castilla y León (4), Asturias (3) y Cantabria (1). - Atlético Arousana - FVPR El Olivo - Juventud de Aguiño - Peluquería Mixta Friol - Pontevedra CF - AF Val do Ulla - CD Amigos del Duero - Casa Social Católica - León FF - Nuestra Señora de Belén - Gijón FF - Escuela de Fútbol de Mareo - Oviedo Moderno "B" - Reocín Racing |

| Equipos de Cataluña (12) y Islas Baleares (2). - CD Banyoles - FC Barcelona - UE Breda - RCD Espanyol "B" - CE Europa - Girona FC - UE L'Estartit "B" - UE Lleida - Peña Blanc-Blava La Roca - UE Rubí - CE Sant Gabriel - CFF Tortosa-Ebre - UD Collerense - AAVV Son Cotoner | Equipos de Madrid (5), Castilla-La Mancha (4), Comunidad Valenciana (4) y Murcia (1). - EFF Alcobendas - Atlético de Madrid "B" - CF Pozuelo de Alarcón - Rayo Vallecano "B" - AD Torrejón CF - CFF Albacete - Fundación Albacete - CEMF Guadalajara - CD Miguelturreño - La Unión Manises - Levante UD "B" - CFF Marítim - Sp. Plaza de Argel - Apolo Properties Santomera |

| Equipos de Andalucía (9) y Extremadura (5). - Algaidas CD - CD Andalucía La Línea - Atlético Jiennense FCF - Club Atlético Málaga - Granada CF - CD Híspalis "B" - UD Mairena Aljarafe - Peña Deportiva Rociera - Ufeco Mezquita - AD Ciudad de Plasencia - SP Comarca Los Llanos de Olivenza - AD Las Mercedes - CD Sagrada Cena - AD Trujillo | Equipos de Canarias (13). - UD Adaya Perdoma - Agüimes CF - CD Arguineguín - CD Charco del Pino - CD Herbania - UD Las Torres - CD Orientación Marítima - CDV Playa del Hombre - CD Rayco - CD San Isidro - UD Tacuense - CD Tarsa - CF Unión Viera |

## Clasificaciones

### Grupo I
| Pos. | Equipo                 | PJ | G  | E | P  | GF  | GC | DG  | Pts |
| ---- | ---------------------- | -- | -- | - | -- | --- | -- | --- | --- |
| 1.   | SD Lagunak             | 26 | 25 | 1 | 0  | 106 | 11 | +95 | 76  |
| 2.   | Athletic Club "B"      | 26 | 19 | 4 | 3  | 74  | 18 | +56 | 61  |
| 3.   | Oiartzun KE            | 26 | 14 | 5 | 7  | 53  | 40 | +13 | 47  |
| 4.   | SD San Ignacio         | 26 | 13 | 5 | 8  | 66  | 50 | +16 | 44  |
| 5.   | Añorga KKE             | 26 | 11 | 6 | 9  | 66  | 63 | +3  | 39  |
| 6.   | CD Lodosa              | 26 | 11 | 5 | 10 | 36  | 32 | +4  | 38  |
| 7.   | Gure Txokoa Mariño     | 26 | 10 | 7 | 9  | 49  | 41 | +8  | 37  |
| 8.   | San Juan de Mozarrifar | 26 | 11 | 3 | 12 | 44  | 47 | -3  | 36  |
| 9.   | Zarautz KE             | 26 | 10 | 5 | 11 | 43  | 48 | -5  | 35  |
| 10.  | Eibar - Eibartarrak    | 26 | 8  | 9 | 9  | 35  | 43 | -8  | 33  |
| 11.  | AD Berriotxoa          | 26 | 9  | 3 | 14 | 33  | 54 | -21 | 30  |
| 12.  | Barakaldo CF           | 26 | 6  | 3 | 17 | 40  | 70 | -30 | 21  |
| 13.  | CD Lagun Onak          | 26 | 3  | 3 | 20 | 21  | 66 | -45 | 12  |
| 14.  | SD Ejea                | 26 | 1  | 3 | 22 | 11  | 94 | -83 | 6   |

Pts = Puntos; PJ = Partidos Jugados; G = Partidos Ganados; E = Partidos Empatados; P = Partidos Perdidos; GF = Goles Anotados; GC = Goles Recibidos
|  | Clasificado para la promoción de ascenso a Superliga |
|  | Desciende a Categoría regional                       |

### Grupo II
| Pos | Equipo                  | PJ | G  | E  | P  | GF | GC | DG  | Pts |
| --- | ----------------------- | -- | -- | -- | -- | -- | -- | --- | --- |
| 1.  | El Olivo Novaxove       | 26 | 18 | 4  | 4  | 69 | 23 | +46 | 58  |
| 2.  | Pontevedra CF           | 26 | 18 | 2  | 6  | 51 | 36 | +15 | 56  |
| 3.  | Casa Social Católica    | 26 | 16 | 6  | 4  | 68 | 35 | +33 | 54  |
| 4.  | Gijón FF                | 26 | 15 | 6  | 5  | 66 | 30 | +36 | 51  |
| 5.  | Amigos del Duero        | 26 | 16 | 3  | 7  | 66 | 14 | +52 | 51  |
| 6.  | Reocín Racing           | 26 | 9  | 10 | 7  | 54 | 37 | +17 | 37  |
| 7.  | EF Mareo                | 26 | 10 | 6  | 10 | 41 | 36 | +5  | 36  |
| 8.  | Nuestra Señora de Belén | 26 | 10 | 6  | 10 | 40 | 35 | +5  | 36  |
| 9.  | Atlético Arousana       | 26 | 8  | 7  | 11 | 40 | 45 | -5  | 31  |
| 10. | Val do Ulla             | 26 | 5  | 6  | 15 | 30 | 68 | -38 | 21  |
| 11. | Oviedo Moderno "B"      | 26 | 5  | 5  | 16 | 24 | 59 | -35 | 20  |
| 12. | León FF                 | 26 | 5  | 5  | 16 | 37 | 81 | -44 | 20  |
| 13. | Juventud de Aguiño      | 26 | 5  | 4  | 17 | 30 | 76 | -46 | 19  |
| 14. | Peluquería Mixta Friol  | 26 | 4  | 6  | 16 | 18 | 59 | -41 | 18  |

Pts = Puntos; PJ = Partidos Jugados; G = Partidos Ganados; E = Partidos Empatados; P = Partidos Perdidos; GF = Goles Anotados; GC = Goles Recibidos
|  | Clasificado para la promoción de ascenso a Superliga |
|  | Desciende a Categoría regional                       |

### Grupo III
| Pos | Equipo                   | PJ | G  | E | P  | GF  | GC  | DG   | Pts |
| --- | ------------------------ | -- | -- | - | -- | --- | --- | ---- | --- |
| 1.  | FC Barcelona             | 26 | 22 | 2 | 2  | 128 | 17  | +111 | 68  |
| 2.  | UD Collerense            | 26 | 18 | 3 | 5  | 92  | 32  | +60  | 57  |
| 3.  | CE Sant Gabriel          | 26 | 16 | 4 | 6  | 86  | 41  | +45  | 52  |
| 4.  | RCD Espanyol "B"         | 26 | 16 | 3 | 7  | 77  | 40  | +37  | 51  |
| 5.  | UE Lleida                | 26 | 16 | 1 | 9  | 78  | 66  | +12  | 49  |
| 6.  | AAVV Son Cotoner         | 26 | 14 | 4 | 8  | 81  | 46  | +35  | 46  |
| 7.  | Girona FC                | 26 | 13 | 4 | 9  | 54  | 43  | +11  | 43  |
| 8.  | CFF Tortosa-Ebre         | 26 | 12 | 3 | 11 | 62  | 66  | -4   | 39  |
| 9.  | CE Europa                | 26 | 12 | 3 | 11 | 61  | 56  | +5   | 39  |
| 10. | UE L'Estartit "B"        | 26 | 10 | 2 | 14 | 40  | 52  | -12  | 32  |
| 11. | Peña Blanc-Blava La Roca | 26 | 8  | 2 | 16 | 42  | 92  | -50  | 26  |
| 12. | CD Banyoles              | 26 | 4  | 1 | 21 | 22  | 70  | -48  | 13  |
| 13. | UE Rubí                  | 26 | 2  | 1 | 23 | 25  | 145 | -120 | 7   |
| 14. | UE Breda                 | 26 | 0  | 5 | 21 | 11  | 93  | -82  | 5   |

Pts = Puntos; PJ = Partidos Jugados; G = Partidos Ganados; E = Partidos Empatados; P = Partidos Perdidos; GF = Goles Anotados; GC = Goles Recibidos
|  | Clasificado para la promoción de ascenso a Superliga |
|  | Desciende a Categoría regional                       |

### Grupo IV
| Pos | Equipo                 | PJ | G  | E | P  | GF  | GC  | DG  | Pts |
| --- | ---------------------- | -- | -- | - | -- | --- | --- | --- | --- |
| 1.  | CF Pozuelo de Alarcón  | 26 | 20 | 1 | 5  | 72  | 36  | +36 | 61  |
| 2.  | Sp. Plaza de Argel     | 26 | 18 | 5 | 3  | 108 | 21  | +87 | 59  |
| 3.  | Apolo Properties       | 26 | 17 | 4 | 5  | 76  | 24  | +52 | 55  |
| 4.  | Fundación Albacete     | 26 | 14 | 4 | 8  | 56  | 39  | +17 | 46  |
| 5.  | Rayo Vallecano "B"     | 26 | 13 | 4 | 9  | 64  | 44  | +20 | 43  |
| 6.  | Levante UD "B"         | 26 | 13 | 3 | 10 | 77  | 51  | +26 | 42  |
| 7.  | AD Torrejón CF         | 26 | 12 | 3 | 11 | 53  | 54  | -1  | 39  |
| 8.  | La Unión Manises       | 26 | 12 | 3 | 11 | 37  | 45  | -8  | 39  |
| 9.  | Atlético de Madrid "B" | 26 | 11 | 5 | 10 | 53  | 59  | -6  | 38  |
| 10. | CD Miguelturreño       | 26 | 10 | 2 | 14 | 40  | 69  | -29 | 32  |
| 11. | CFF Albacete           | 26 | 7  | 2 | 17 | 35  | 66  | -31 | 23  |
| 12. | CFF Marítim            | 26 | 6  | 4 | 16 | 42  | 76  | -34 | 22  |
| 13. | EFF Alcobendas         | 26 | 5  | 6 | 15 | 30  | 69  | -39 | 21  |
| 14. | CEMF Guadalajara       | 26 | 0  | 2 | 24 | 15  | 105 | -90 | 2   |

Pts = Puntos; PJ = Partidos Jugados; G = Partidos Ganados; E = Partidos Empatados; P = Partidos Perdidos; GF = Goles Anotados; GC = Goles Recibidos
|  | Clasificado para la promoción de ascenso a Superliga |
|  | Desciende a Categoría regional                       |

### Grupo V
| Pos | Equipo                  | PJ | G  | E | P  | GF  | GC | DG  | Pts |
| --- | ----------------------- | -- | -- | - | -- | --- | -- | --- | --- |
| 1.  | Club Atlético Málaga    | 26 | 23 | 2 | 1  | 104 | 23 | +81 | 71  |
| 2.  | Granada CF              | 26 | 22 | 2 | 2  | 82  | 23 | -59 | 68  |
| 3.  | Comarca Llanos Olivenza | 26 | 16 | 3 | 7  | 63  | 42 | +21 | 51  |
| 4.  | Atlético Jiennense      | 26 | 14 | 4 | 8  | 55  | 40 | +15 | 46  |
| 5.  | AD Las Mercedes         | 26 | 13 | 5 | 8  | 53  | 35 | +18 | 44  |
| 6.  | CD Andalucía La Línea   | 26 | 13 | 3 | 10 | 76  | 48 | +28 | 42  |
| 7.  | Algaidas CD             | 26 | 9  | 4 | 13 | 45  | 54 | -9  | 31  |
| 8.  | Peña Deportiva Rociera  | 26 | 9  | 3 | 14 | 38  | 48 | -10 | 30  |
| 9.  | Ufeco Mezquita          | 26 | 8  | 5 | 13 | 46  | 66 | -20 | 29  |
| 10. | AD Trujillo             | 26 | 8  | 3 | 15 | 45  | 72 | -27 | 27  |
| 11. | UD Mairena Aljarafe     | 26 | 8  | 1 | 17 | 35  | 73 | -38 | 25  |
| 12. | Ciudad de Plasencia CF  | 26 | 6  | 5 | 15 | 31  | 60 | -29 | 23  |
| 13. | CD Híspalis "B"         | 26 | 5  | 4 | 17 | 35  | 74 | -39 | 19  |
| 14. | CD Sagrada Cena         | 26 | 5  | 2 | 19 | 45  | 95 | -50 | 17  |

Pts = Puntos; PJ = Partidos Jugados; G = Partidos Ganados; E = Partidos Empatados; P = Partidos Perdidos; GF = Goles Anotados; GC = Goles Recibidos
|  | Clasificado para la promoción de ascenso a Superliga |
|  | Desciende a Categoría regional                       |

### Grupo VI
| Pos | Equipo               | PJ | G  | E | P  | GF | GC  | DG   | Pts |
| --- | -------------------- | -- | -- | - | -- | -- | --- | ---- | --- |
| 1.  | CD Arguineguín       | 24 | 19 | 4 | 1  | 99 | 21  | +78  | 61  |
| 2.  | UD Tacuense          | 24 | 19 | 4 | 1  | 81 | 13  | +68  | 61  |
| 3.  | CD Rayco             | 24 | 18 | 6 | 0  | 77 | 15  | +62  | 60  |
| 4.  | UD Las Torres        | 24 | 16 | 4 | 4  | 66 | 24  | +42  | 52  |
| 5.  | CF Unión Viera       | 24 | 11 | 4 | 9  | 66 | 39  | +27  | 37  |
| 6.  | CD Tarsa             | 24 | 11 | 3 | 10 | 49 | 50  | -1   | 36  |
| 7.  | UD Adaya Perdoma     | 24 | 8  | 3 | 13 | 56 | 66  | -10  | 27  |
| 8.  | Orientación Marítima | 24 | 7  | 4 | 13 | 35 | 46  | -11  | 25  |
| 9.  | CD Herbania          | 24 | 7  | 2 | 15 | 31 | 52  | -21  | 23  |
| 10. | Agüimes CF           | 24 | 6  | 5 | 13 | 45 | 59  | -14  | 23  |
| 11. | CDV Playa del Hombre | 24 | 6  | 4 | 14 | 35 | 53  | -18  | 22  |
| 12. | CD Charco del Pino   | 24 | 6  | 1 | 17 | 28 | 68  | -40  | 19  |
| 13. | CD San Isidro        | 24 | 0  | 0 | 24 | 6  | 168 | -162 | 0   |

Pts = Puntos; PJ = Partidos Jugados; G = Partidos Ganados; E = Partidos Empatados; P = Partidos Perdidos; GF = Goles Anotados; GC = Goles Recibidos
|  | Clasificado para la promoción de ascenso a Superliga |
|  | Desciende a Categoría regional                       |

## Promoción de ascenso

### Grupo A

#### Resultados
| 1 de junio de 2008, 13:00 (CET) | CD Arguineguín | 0:1 (0:0) | Club Atlético Málaga | Estadio Municipal de Arguineguín, Mogán                   |                                                           |
|                                 |                | Reporte   | Marina 88'           | Asistencia: 1.500 espectadores Árbitro(s): Pulido Santana | Asistencia: 1.500 espectadores Árbitro(s): Pulido Santana |

| 8 de junio de 2008, 12:00 (CET) | SD Lagunak                                               | 6:1 (2:1) | CD Arguineguín    | Complejo Deportivo Lagunak, Barañáin                     |                                                          |
|                                 | Laura 7' · Uxu 28' 68' · Elena 50' (pen.) 57' · Gema 58' | Reporte   | Raquel 15' (pen.) | Asistencia: 500 espectadores Árbitro(s): Osorio Martínez | Asistencia: 500 espectadores Árbitro(s): Osorio Martínez |

| 15 de junio de 2008, 12:00 (CET) | Club Atlético Málaga | 1:3 (1:3) | SD Lagunak            | Instalaciones deportivas Malaka, Málaga |  |
|                                  | Poti                 | Reporte   | Sheila (a.g.) · Laura |                                         |  |

#### Clasificación
| Pos | Equipo               | PJ | G | E | P | GF | GC | DG | Pts |
| --- | -------------------- | -- | - | - | - | -- | -- | -- | --- |
| 1.  | SD Lagunak           | 2  | 2 | 0 | 0 | 9  | 2  | +7 | 6   |
| 2.  | Club Atlético Málaga | 2  | 1 | 0 | 1 | 2  | 3  | -1 | 3   |
| 3.  | CD Arguineguín       | 2  | 0 | 0 | 2 | 7  | 1  | -6 | 0   |

| Ascienden a Superliga SD Lagunak Club Atlético Málaga |

### Grupo B

#### Resultados
| 1 de junio de 2008, 12:00 (CET) | CF Pozuelo de Alarcón | 1:3 (0:1) | FC Barcelona                       |  |  |
|                                 | 47'                   | Reporte   | Sandra 25' 55' · Laura Carriba 75' |  |  |

| 8 de junio de 2008, 12:00 (CET) | El Olivo Novaxove | 0:5 (0:2) | CF Pozuelo de Alarcón                              | Monte da Mina, Vigo                                      |                                                          |
|                                 |                   | Reporte   | Paloma 14' · Marina 26' · Gely 48' 75' · Dumbi 56' | Asistencia: 600 espectadores Árbitro(s): Rubén Domínguez | Asistencia: 600 espectadores Árbitro(s): Rubén Domínguez |

| 15 de junio de 2008, 12:00 (CET) | FC Barcelona                                                   | 7:1 (4:0) | El Olivo Novaxove | Ciutat Esportiva Joan Gamper, San Juan Despí |                          |
|                                  | Sheila 4' 7' · Elba 40' · Ari 45' · Sandra 55' 75' · Yáñez 76' | Reporte   | Tami 87'          | Árbitro(s): Luis Company                     | Árbitro(s): Luis Company |

#### Clasificación
| Pos | Equipo                | PJ | G | E | P | GF | GC | DG  | Pts |
| --- | --------------------- | -- | - | - | - | -- | -- | --- | --- |
| 1.  | FC Barcelona          | 2  | 2 | 0 | 0 | 10 | 2  | +8  | 6   |
| 2.  | CF Pozuelo de Alarcón | 2  | 1 | 0 | 1 | 6  | 3  | +3  | 3   |
| 3.  | El Olivo Novaxove     | 2  | 0 | 0 | 2 | 1  | 12 | -11 | 0   |

| Asciende a Superliga FC Barcelona CF Pozuelo de Alarcón |